# Guacotecti
Guacotecti è un comune del dipartimento di Cabañas, in El Salvador.